# Катастрофа Ан-24 в Донецке
Катастрофа Ан-24 в Донецке — авиационная катастрофа самолёта Ан-24РВ авиакомпании «Южные авиалинии», выполнявшего 13 февраля 2013 года рейс YG8971 по маршруту Одесса—Донецк при посадке в Донецке. Из 52 человек на борту (44 пассажира и 8 членов экипажа) погибли 5, ещё 26 обратились за медицинской помощью (9 из них госпитализировали).
Самолёт выполнял внутренний чартерный рейс по доставке футбольных болельщиков из Одессы в Донецк на матч Лиги Чемпионов между командами «Шахтёр» (Донецк) и «Боруссия» (Дортмунд). Самолётом управлял экипаж в составе командира Сергея Николаевича Милошенко, второго пилота Олега Вячеславовича Смирнова, штурмана Виктора Вячеславовича Седова и бортмеханика Максима Николаевича Горбатенко.
При попытке совершить посадку в Международном аэропорту Донецка самолёт промахнулся мимо взлётно-посадочной полосы. После приземления самолёт загорелся. Большинство пассажиров были эвакуированы. Очевидцы сообщили, что самолёт пытался приземлиться в густом тумане и совершил посадку на грунт между взлётно-посадочной полосой и рулёжной дорожкой.
| ФИО                | Возраст | Вид деятельности                                                   |
| ------------------ | ------- | ------------------------------------------------------------------ |
| Валерий Бабков     | 44 года | предприниматель, советник председателя Одесского областного совета |
| Александр Грушевич | 59 лет  | предприниматель                                                    |
| Дмитрий Песня      |         | авиадиспетчер                                                      |
| Виктор Горбатенко  |         |                                                                    |
| Сергей Бутенко     | 41 год  | предприниматель                                                    |

Первоначально сообщалось, что все погибшие были жителями Одессы и Одесской области.
Причинами катастрофы была потеря скорости самолёта при заходе на посадку из-за ошибки неподготовленного и недопущенного к полёту в данных метеоусловиях экипажа..
В 2014 году обломки рейса 8971 были уничтожены при боевых действиях в донецком аэропорту, из-за чего начавшийся судебный процесс по обвинению в катастрофе командира экипажа Сергея Милошенко затянулся на неопределённый срок.